# Икалуит (аэропорт)
Аэропорт Икалуит (англ. Iqaluit Airport) (ИАТА: YFB, ИКАО: CYFB) — аэропорт одноимённого города, столицы канадской территории Нунавут. 
Аэропорт принимает пассажирские и грузовые самолёты компаний «Canadian North» и «First Air» из Оттавы, Монреаля, Ранкин-Инлета и Кууджуака, а также из небольших поселений, расположенных на востоке Нунавута. Кроме того, аэропорт служит базой передового развёртывания для истребителей CF-18 Hornet.

## История

### Выбор места для аэропорта
В конце июля 1941 года группировкой военно-воздушных сил Армии США во главе с капитаном Эллиоттом Рузвельтом было проведено обследование территории в районе залива Фробишер, целью которого был поиск подходящего места для размещения аэропорта для использования его в трансатлантических перелётах. В соответствии с докладом Рузвельта в качестве подходящего места для будущего строительства был выбран мыс Раммелсберг.
В середине октября три траулера — «Lark», «Polarbjoern» и «Selis» — достигли его окрестностей, однако, из-за неточности карт им не удалось найти предполагаемое место. Вместо этого экипаж из восьми человек под началом капитана Джона Кроуэлла высадилась на небольшой остров, расположенный «примерно в восьми милях к юго-востоку от мыса, который рекомендовал капитан Рузвельт». Экспедиция сообщила, что «этот остров имеет высоту около 400 футов и хорошо подходит, так как обеспечивает естественную взлётно-посадочную полосу длиной более мили».
В июле следующего года в предполагаемый район строительства прибыла экспедиция, которая должна была оценить рельеф предлагаемой местности. В итоге предложенные Рузвельтом и Кроуэллом варианты были отклонены в пользу обнаруженного участка на берегу Баффиновой Земли. 30 июля корабли «Polaris» и «Effie M. Morrissey» встали на якорь в заливе Куджес и принялись обследовать этот район. По сообщению исследователей местность идеально подходила для строительства аэропорта — почти 6000 футов грунт был ровным, что позволяло разместить здесь взлётно-посадочную полосу, а также сюда могли причаливать корабли любых размеров ввиду широкой, прилегающей к местности бухты.

### Вторая мировая война
К лету 1943 года в заливе Куджес была возведена авиабаза. Она была названа «Crystal II», а в закодированных сообщениях обозначалась как «Chaplet» (с англ. — «венок»). Здесь также расположился один из трёх метеорологических центров в Арктическом регионе Канады (наряду с Форт-Шимо (ныне — Кууджуак) — «Crystal I» и станцией на острове Падлопинг — «Crystal III»). Первоначальная цель станций «Crystal» заключалась в сборе информации о погоде для предоставления сведений о ней вооружённым силам Великобритании.

## Авиакомпании и направления
С марта 2010 по август 2011 года «Air Canada» осуществляла пассажироперевозки в Оттаву и Монреаль.